# یونگ میونگ-سوک
یونگ میونگ-سوک (انگلیسی: Jung Myoung-sook؛ متولد ۴ مه ۱۹۷۵) یک تکواندوکار اهل کره جنوبی است.
او در مسابقات قهرمانی تکواندو جهان ۱۹۹۳ در دسته سنگین‌وزن برنده مدال طلا شد. او همچنین در مسابقات جهانی تکواندو در سالهای ۱۹۹۵ و ۱۹۹۷ نیز مدال طلا را از آن خود کرد. وی در مسابقات تکواندوی قهرمانی آسیا ۱۹۹۸ در شهر هوشی مین مدال طلا و در بازی‌های آسیایی در بانکوک در سال ۱۹۹۸ نیز مدال طلا گرفت.